# Alfoz de Lara

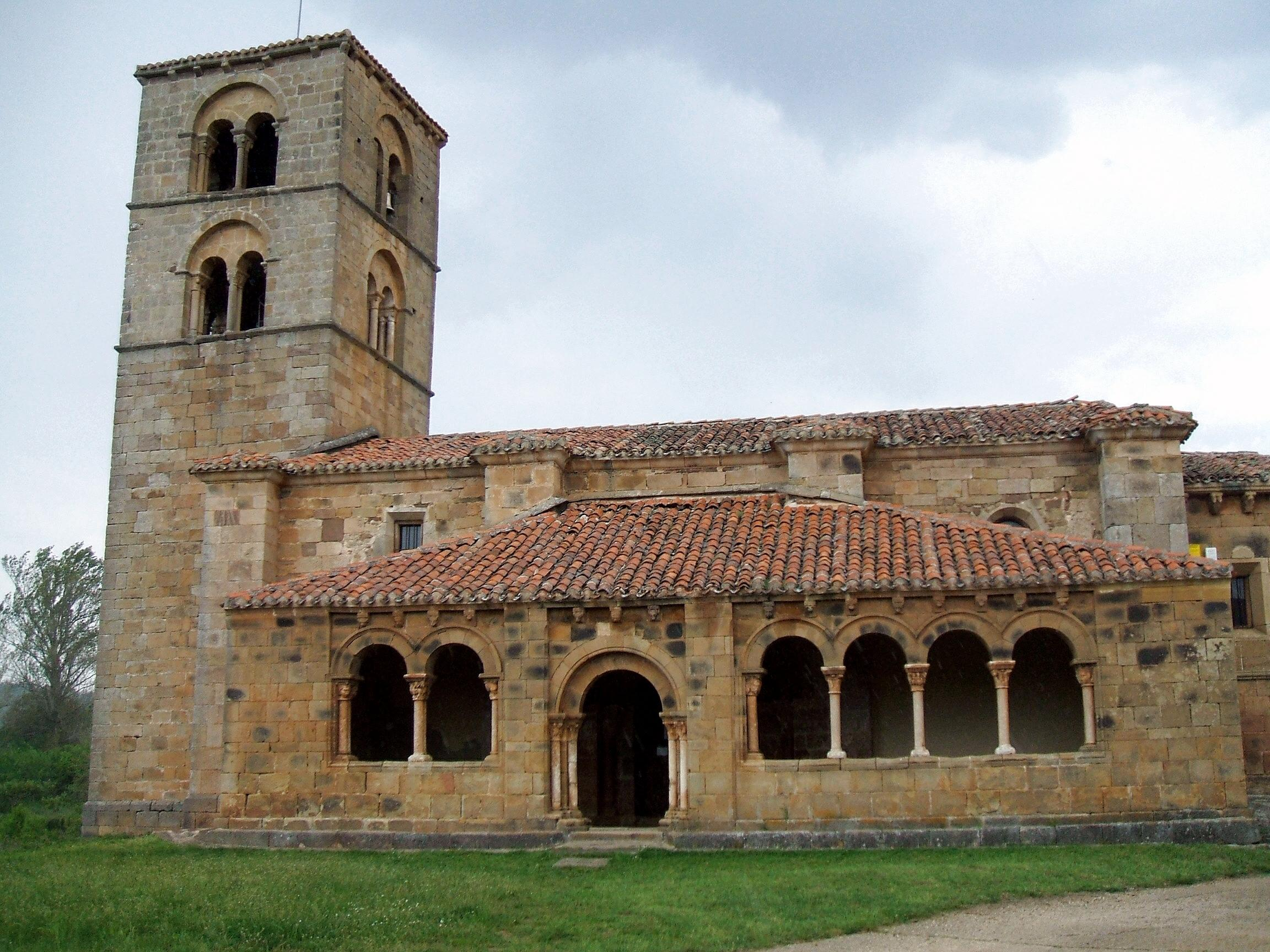
Igrega da N.S. de la Asunción em Jaramillo de la Fuente

O Alfoz de Lara é um antigo conjunto da comunidades no vales da montanha de Burgos, no curso superior de rio Arlanza.

## História
A existência de alfoz de Lara como a divisão jurisdicional remonta pelo menos um ano 912, quando já e mencionado num documento. Era o alfoz mais antigo e extenso em Castela no século XI. Um documento aparentemente falsificado no documentação do Mosteiro de San Pedro de Arlanza atribui limites muito mais amplos do que podem ser derivados de outras fontes.
A tenência do Alfoz de Lara foi a base do poder da Casa de Lara em Castela entre os séculos XI e XIV.

## Mancomunidade do Alfoz de Lara
A actual mancomunidade do Alfoz de Lara compreende os seguintes municípios:
| - Arauzo de Miel - Arauzo de Salce - Arauzo de Torre - Barbadillo de Herreros - Barbadillo del Mercado - Barbadillo del Pez - Cabezón de la Sierra | - Carazo - Cascajares de la Sierra - Castrillo de la Reina - Contreras - La Gallega - Hacinas - Hortigüela - Hontoria del Pinar | - Huerta de Arriba - Huerta de Rey - Jaramillo de la Fuente - Jaramillo Quemado - Mambrillas de Lara - Mamolar - Monasterio de la Sierra - Monterrubio de la Demanda | - Pinilla de los Moros - Rabanera del Pinar - La Revilla y Ahedo - Riocavado de la Sierra - Salas de los Infantes - San Millán de Lara - Valle de Valdelaguna - Vizcaínos. - Palazuelos de la Sierra |  |